# Antoni Majewski
Antoni Majewski (ur. 11 maja 1886 w Bołszowcach, zm. 16 lipca 1926 w Łapach) – starszy sierżant Legionów Polskich i Wojska Polskiego. Uczestnik I wojny światowej i wojny polsko-bolszewickiej. Kawaler Orderu Virtuti Militari.

## Życiorys
Urodził się w rodzinie Ignacego i Anny z d. Diak. Absolwent szkoły powszechnej. Od 19 lipca 1915 w Legionach Polskich. Służył początkowo w 6 pułku piechoty, a następnie w 2 pułku piechoty.
Szczególnie odznaczył się w bitwie pod Kostiuchnówką 4 lipca 1916, gdzie „osłaniał odwrót swojej kompanii, samodzielnie powstrzymując natarcie rosyjskie”. Za tę postawę został odznaczony Orderem Virtuti Militari. 
Od listopada 1919 już w szeregach odrodzonego Wojska Polskiego brał udział w walkach na frontach wojny polsko-bolszewickiej.
Po zakończeniu wojny pozostał w wojsku. Zmarł w wypadku w 1926.

## Życie prywatne
Żonaty. Brak dzieci.

## Odznaczenia
- Krzyż Srebrny Orderu Wojskowego Virtuti Militari nr 7271[1][2]